# Donald Iglehart
Donald Lee Iglehart (* 11. Mai 1933 in Baltimore) ist ein US-amerikanischer Mathematiker, der sich mit Operations Research, Wahrscheinlichkeitstheorie und Mathematischer Statistik befasst.
Iglehart erwarb 1956 seinen Bachelor-Abschluss als Physikingenieur an der Cornell University und seinen Master-Abschluss 1959 an der Stanford University, an der er 1961 bei Herbert Scarf in Mathematischer Statistik promoviert wurde (Dynamic programming and stationary analysis of inventory problems). Ab 1961 war er Associate Professor an der Cornell University und 1967 bis 1990 Professor für Operations Research an der Stanford University, an der er 1985 bis 1990 Vorstand der Fakultät war.
Iglehart befasste sich mit Markow-Prozessen, mathematischer Theorie der Inventur, Grenzsätze in der Warteschlangentheorie, stochastischer Simulation und schwacher Konvergenz von Wahrscheinlichkeitsmaßen. Mit seinem Doktoranden Ward Whitt entwickelte er praktisch umsetzbare Näherungen für stark überlastete stochastische Systeme und deren Diffusive Grenzwerte. Das fand später Anwendung zum Beispiel bei Telekommunikations-Netzwerken und in der industriellen Produktion und deren Simulation im Computer.
Er führte außerdem neue regenerative Methoden in der Auswertung der Genauigkeit stochastischer Simulationen ein. Dabei arbeitete er mit Gerald Shedler und Peter W. Glynn (Einführung von Importance Sampling Techniken) zusammen. Mit Samuel Karlin untersuchte er mathematisch Probleme der Vorratshaltung (Infinite-horizon inventory problem).
2002 erhielt er den John-von-Neumann-Theorie-Preis. Er ist Mitglied der National Academy of Engineering und Fellow des Institute of Mathematical Statistics.
Zu seinen Doktoranden gehören Peter W. Glynn, Richard Durrett und Ward Whitt.

## Schriften
- mit Ward Whitt: Multiple Channel Queues in Heavy Traffic, Teil 1–2, Annals of Applied Probability, Band 2, 1970, S. 150–177, 355–369
- mit Whitt: The Equivalence of Functional Central Limit Theorems for Counting Processes and Associated Partial Sums. Annals of Mathematical Statistics, Band 42, 1971, S. 1372–1378.
- mit G. S. Shedler: Regenerative Simulation of Response Times in Networks of Queues, Springer Verlag 1980